# Sipunculidae
Sipunculidae is een familie in de taxonomische indeling van de Sipuncula (Pindawormen).
De familie Sipunculidae werd in 1814 beschreven door Constantine Samuel Rafinesque-Schmaltz.

## Geslachten
De familie Sipunculidae omvat de volgende geslachten:
- Phascolopsis
- Siphonomecus
- Siphonosoma
- Sipunculus
- Xenosiphon